# Susan Barrantes
Susan Mary Barrantes (9 de junho de 1937 — 19 de setembro de 1998) foi uma aristocrata, mãe de Sara, Duquesa de Iorque. Praticava polo e comprou residência na Argentina, onde morreu num acidente de carro.